# 龚流柱
龚流柱（1970年10月—），河南省新蔡县人，合肥微尺度物质科学国家研究中心低维物理与化学研究部主任，教授，主要从事有机合成方法学、不对称催化等方面的研究工作。入选中华人民共和国教育部2007年度"长江学者"特聘教授。